# Almir de Souza
Almir de Souza Fraga (nacido en Porto Alegre, Brasil el 26 de marzo de 1969) es un futbolista brasileño que jugaba como delantero.

## Trayectoria
Tras señalar que el equipo Gaucho, Almir trasladó a Santos, donde ganó un asiento a la selección.
Pronto se fue a Japón, se quedó un poco más de tiempo para volver al fútbol brasileño.

Durante 1995 fue contratado por St. Paul, que queda en el club hasta el final de 1996.
Durante este periodo el jugador ganó la Copa Conmebol Maestro por Sao Paulo. Fue uno de los aspectos más destacados del equipo y fue el máximo goleador con cinco goles - marcando tres goles en la semifinal, ganada por Sao Paulo por 7-3 contra el Botafogo; y en la final contra el Atlético Mineiro jugador hizo dos goles más en la victoria por 3-0.

## Selección nacional
Ha sido llamado ala selección de Brasil  en 5 ocasiones durante participó en la Copa América 1993 celebrada en Ecuador.

### Participaciones en Copa USA
| Copa          | Sede           | Resultado |
| ------------- | -------------- | --------- |
| Copa USA 1993 | Estados Unidos | Campeón   |

### Participaciones en Copa América
| Copa              | Sede    | Resultado        |
| ----------------- | ------- | ---------------- |
| Copa América 1993 | Ecuador | Cuartos de final |

### Partidos con la Selección
| # | Fecha                    | Rival      | Sede           | Estadio                                | Resultado               | Competición       |
| - | ------------------------ | ---------- | -------------- | -------------------------------------- | ----------------------- | ----------------- |
| 1 | 12 de diciembre de 1990  | México     | Los Ángeles    | LA Memorial Coliseum                   | Brasil 0 - 0 México     | Amistoso          |
| 2 | 25 de mayo de 1991       | Bulgaria   | Río de Janeiro | João Havelange                         | Brasil 3 - 0 Bulgaria   | Amistoso          |
| 3 | 23 de septiembre de 1992 | Costa Rica | Los Ángeles    | Estádio Municipal Dr. Waldemiro Wagner | Brasil 4 - 2 Costa Rica | Amistoso          |
| 4 | 10 de junio de 1993      | Alemania   | Washington     | RFK Stadium                            | Brasil 3 - 3 Alemania   | Copa USA 1993     |
| 5 | 13 de junio de 1993      | Inglaterra | Washington     | RFK Stadium                            | Brasil 1 - 1 Inglaterra | Copa USA 1993     |
| 6 | 25 de mayo de 1993       | Argentina  | Guayaquil      | Estadio Monumental                     | Brasil 1 - 1 Argentina  | Copa América 1993 |

## Clubes
| Club                       | País    | Año       | PJ | Goles |
| -------------------------- | ------- | --------- | -- | ----- |
| Grêmio                     | Brasil  | 1988-1990 | 18 | 11    |
| Santos Futebol Clube       | Brasil  | 1990-1995 | 74 | 51    |
| Shonan Bellmare            | Japón   | 1995      | 68 | 46    |
| São Paulo FC               | Brasil  | 1995-1996 | 16 | 6     |
| CR Vasco da Gama           | Brasil  | 1997      | 32 | 18    |
| Clube Atlético Mineiro     | Brasil  | 1997      | 15 | 9     |
| Guarani Futebol Clube      | Brasil  | 1998      | 13 | 9     |
| SE Palmeiras               | Brasil  | 1998      | 14 | 7     |
| SC Internacional           | Brasil  | 1999      | 19 | 10    |
| Gaziantepspor              | Turquía | 1999-2000 |    |       |
| Sport Club do Recife       | Brasil  | 2000      | 6  | 3     |
| Paraná Clube               | Brasil  | 2001      | 34 | 21    |
| AD São Caetano             | Brasil  | 2001      | 11 | 8     |
| La Piedad                  | México  | 2002      | 18 | 5     |
| Querétaro Fútbol Club      | México  | 2002      | 17 | 2     |
| Atlas de Guadalajara       | México  | 2003-2004 | 13 | 0     |
| Lobos BUAP                 | México  | 2004      | 16 | 6     |
| Sport Club Ulbra           | Brasil  | 2005      | 11 | 7     |
| Porto Alegre Futebol Clube | Brasil  | 2006      | 10 | 5     |
| União Mogi                 | Brasil  | 2008      |    |       |